# Agricultura sostinguda per la comunitat
L'agricultura sostinguda per la comunitat és un model socioeconòmic de produir menjar i d'organitzar-ne la distribució i les vendes, apuntant a augmentar la qualitat del menjar i la cura donada a la terra, les plantes i animals, mentre es redueixen substancialment les deixalles i els riscos financers per als productors. És també un mètode perquè els petits grangers i camperols tinguin un mercat tancat reeixit a petita escala. S'enfoca en un sistema de recollida i lliurament setmanal de vegetals, fruites, verdures, hortalisses, de vegades també flors, i fins i tot llet o carn.
Aquesta classe d'agricultura funciona amb un grau molt més gran que l'usual d'involucració dels consumidors, de manera que és molt forta la relació consumidor-productor. El disseny de base inclou desenvolupar un grup cohesionat de consumidors que estiguin disposats a finançar el pressupost d'una estació sencera per aconseguir aliments de qualitat i igualment un grup compromès de productors. El sistema té moltes variacions, pel que fa a com el pressupost de la granja és recolzat pels consumidors i com els productors els lliuren els aliments, i per això mateix, pel que fa als nivells de risc compartit entre productors i consumidors.
El sistema va néixer a la dècada de 1960 al Japó, Alemanya i Suïssa, com a resposta als problemes de l'alimentació sana i de la urbanització dels sòls agrícoles. Posteriorment es va estendre als Estats Units i Canadà, on s'han formalitzat uns 1500 grups de productors-consumidors, coneguts com a Community-supported agriculture CSA, que s'especialitzen en productes orgànics. També s'han conformat grups similars a Holanda, Dinamarca, Hongria, Portugal, Austràlia, Nova Zelanda, Ghana i altres països. Actualment 17 milions de japonesos participen del sistema teikei per assegurar menjar fresc i sa mitjançant un sistema d'intercanvi i distribució diferent al mercat convencional. A França hi ha una associació per mantenir l'agricultura camperola anomenada AMAP (Acord per al Manteniment de l'Agricultura Pagesa), que estén els seus objectius a la solidaritat amb el moviment camperol de la Confédération Paysanne.